# Beleg van Gent
Het Beleg van Gent tijdens de Tachtigjarige Oorlog door Alexander Farnese, de hertog van Parma, duurde van oktober 1583 tot 17 september 1584. Het was de eindfase van de zogeheten calvinistische Gentse Republiek die het graafschap Vlaanderen goeddeels beheerste sinds radicale protestanten op 28 oktober 1577 een machtsgreep pleegden en de stad Gent een leidersrol gaven in de strijd tegen de Spaanse regeringstroepen en malcontente katholieken.

## Voorgeschiedenis

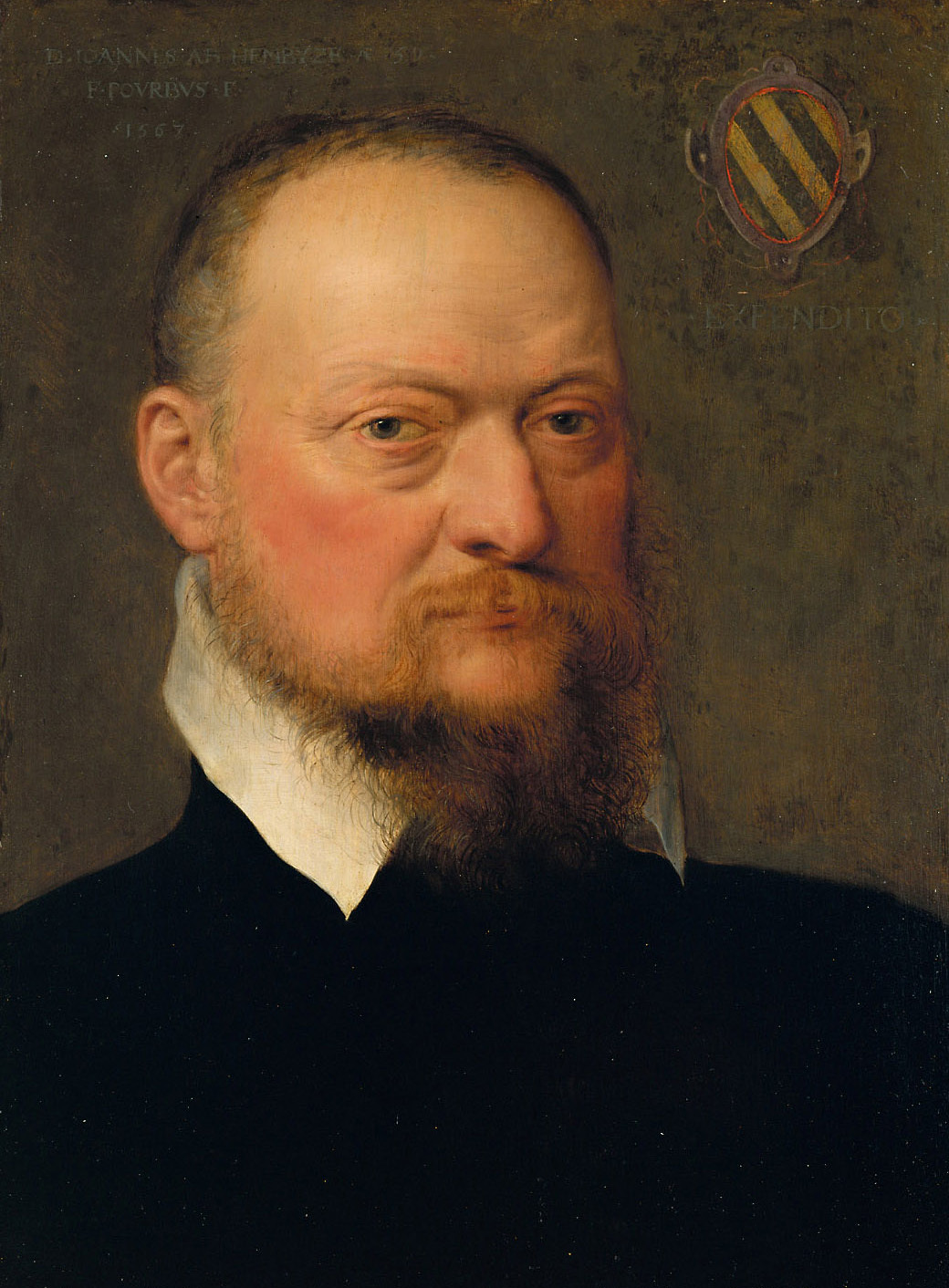
Portret van Jan van Hembyze (1517-1584), Frans Pourbus de Oudere, 1567. Kunsthistorisches Museum Wien, Gemäldegalerie, inv. 1041.

De Gentse Republiek werd tijdens haar bestaan intern verscheurd door twisten tussen groepen rond de intolerante radicaal-calvinistische Jan van Hembyze en de meer gematigde, Oranjegezinde François van Ryhove, terwijl Spaanse en malcontente troepen vanaf 1578 oprukten en steeds meer plaatsen heroverden. In 1579 verbande eerst Hembyze Ryhove, daarna verwijderde Ryhove met Oranjes hulp Hembyze uit de stad. Ryhove zette de gematigde lijn van Oranje voort en trachtte zo veel mogelijk samen te werken met Antwerpen en de Staten van Brabant, maar hij en Oranje verloren alle gezag toen zij zich nog steeds wilden verzoenen met Frans van Anjou nadat deze met de Franse Furie gewelddadig een couppoging had gedaan. Hembyze werd op 14 augustus 1583 teruggeroepen, kwam op 24 oktober 1583 weer in Gent en vestigde er een dictatuur. Ryhove werd uitgewezen en installeerde zich in Dendermonde, waar hij de bevoorrading van Antwerpen naar Gent blokkeerde.

## Verloop

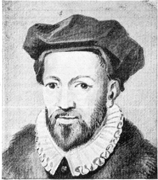
Datheen.

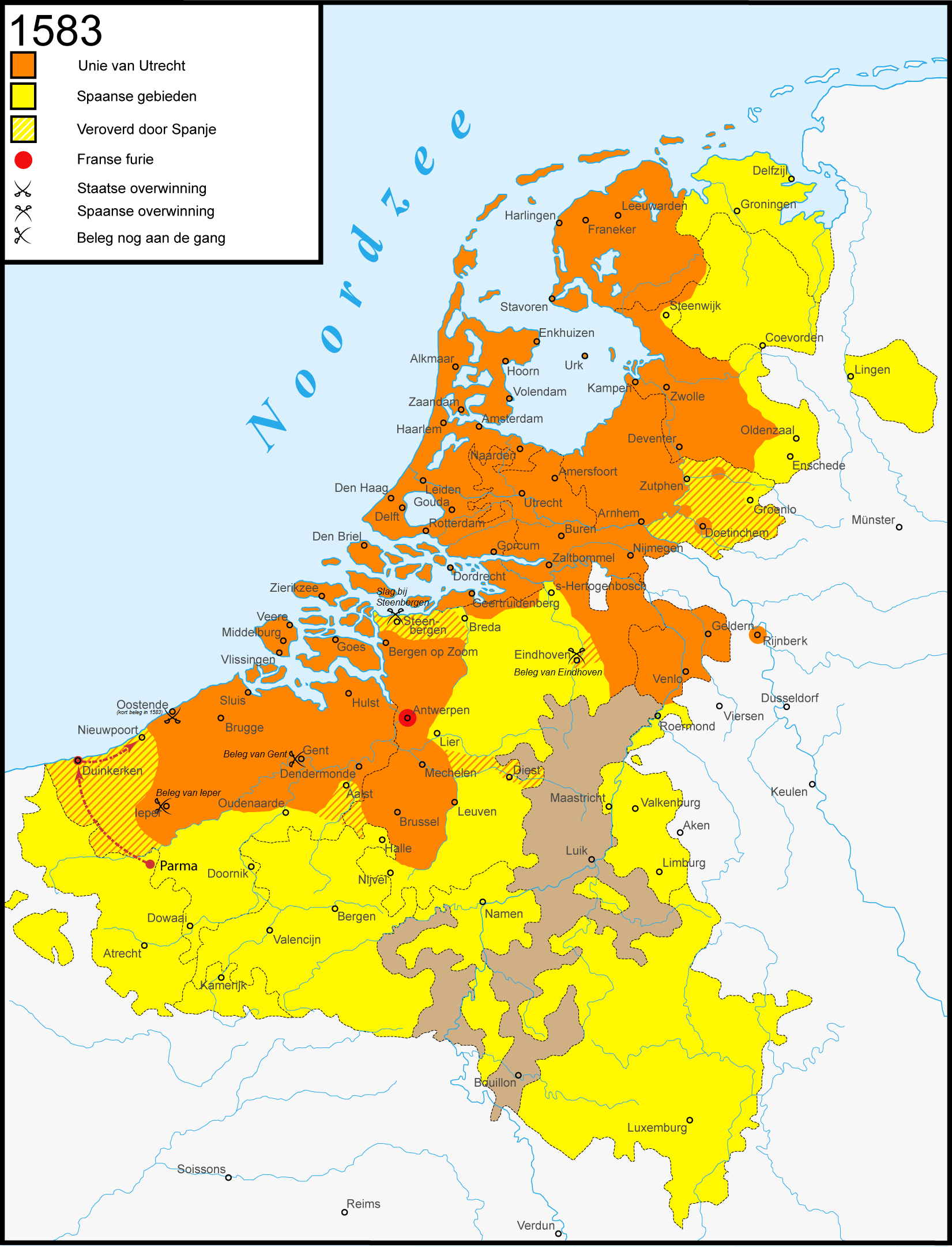
Krijgstoestand in 1583.

Hembyze slaagde er niet in de eenheid te herstellen toen hij terugkeerde; orangisten roerden zich binnen de stad, Antwerpen, de Brabantse Staten en de Staten-Generaal wantrouwden de intolerante Gentse politiek in toenemende mate en een verzoening met Ryhove bleef uit en daarmee ook de bevoorrading. Terwijl de Spaanse landvoogd en generaal Alexander Farnese (de hertog van Parma) Gent verder omsingelde, werd de val van de stad steeds onvermijdelijker. Parma had op 3 november Aalst gekocht van de Engelse bezetting daar. Door onenigheid tussen Gent en Antwerpen werd in oktober Sas van Gent en in november het Land van Waas door de Spanjaarden veroverd. Ieper viel op 7 april 1584, gevolgd door Brugge en het Brugse Vrije op 20 mei 1584 per verdrag met Parma. Hembyze en Petrus Datheen traden noodgedwongen op 5 maart heimelijk met Farnese in onderhandelingen, maar dit werd ontdekt. Hembyze werd op 23 maart opgepakt en op 4 augustus op het Sint-Veerleplein onthoofd, Datheen werd gevangengezet. Ondertussen was Willem van Oranje op 10 juli te Delft vermoord, zodat de Opstand nu zonder haar radicale en haar gematigde leider zat. Op 17 augustus 1584 moest Dendermonde capituleren en Ryhove naar Engeland vluchten. Op 17 september 1584 gaf Gent zich ten slotte over aan de regeringstroepen.

## Nasleep
Na de inname van de stad werd Fréderic Perrenot bevrijd die sinds 1578 gevangen zat, hij werd benoemd tot nieuwe gouverneur van de stad. De val van Gent betekende het einde van de Gentse Republiek, en ontnam haar leidende rol in de Opstand, die verschoof naar Antwerpen en later naar Holland. Het katholicisme werd weer officieel gesteld, terwijl zo'n 15.000 burgers al dan niet gedwongen de stad verlieten, onder wie duizenden calvinisten die voornamelijk naar Holland verhuisden. In 1600 was de Gentse bevolking teruggevallen van 50.000 (vóór de Opstand) naar 31.000 inwoners. Voor Vlaanderen (op Oostende na) was de Opstand voorbij, en de bevolking steunde dan ook niet meer Maurits' veldtocht naar Duinkerke die leidde tot de Slag bij Nieuwpoort. Met de Val van Oostende in 1604 verloren de Verenigde Provinciën de laatste grote Vlaamse stad, maar men wist Staats-Vlaanderen (nu Zeeuws-Vlaanderen) te behouden, wat dan ook heden de enige streek van het voormalige graafschap is met een substantiële protestantse bevolking.
1539–40: Opstand tegen Karel V · 
1576: Beleg van het Spanjaardenkasteel · 
1583–4: Beleg door Farnese (Parma) · 
1708: Beleg door Marlborough · 
1789: Vier Dagen van Gent
1839: Katoenoproer